# 安妮·雅尔丹
安妮·雅尔丹（法語：Anne Jardin，1959年7月26日—），加拿大女子游泳运动员，主攻自由泳。她曾代表加拿大参加1976年夏季奥林匹克运动会游泳比赛，获得二枚铜牌。